# Janisroda
Janisroda is een plaats en voormalige gemeente in de Duitse deelstaat Saksen-Anhalt, en maakt deel uit van de Landkreis Burgenlandkreis. Het dorp ligt in de gemeente Naumburg (Saale) en ligt ten zuiden van de stad van die naam.
Janisroda telde volgens de website van de gemeente Naumburg 155 inwoners per 31 januari 2020. Het 1½ km ten noorden van dit dorp gelegen plaatsje Neujanisroda, een na 1948 samen met Neuflemmingen als nieuw boerendorp opgezette nederzetting, had op dezelfde datum 34 inwoners. Deze twee aan de Bundesstraße 88 gelegen nederzettingen vormden tot aan de Wende één geheel. Het stuk aan de westkant van de weg werd echter, in het kader van twee verschillende gemeentelijke herindelingen,  bij Flemmingen gevoegd en het stuk ten oosten ervan bij Janisroda.
Ten westen van Janisroda loopt de Bundesstraße 88, die van Jena in het zuidwesten naar Naumburg (Saale) in het noordoosten leidt.
Tussen Janisroda en zuiderbuur Prießnitz bevindt zich een grote kalksteengroeve. Verder is er een fruit verwerkend bedrijf gevestigd. Voor het overige bestaat Janisroda vooral van landbouw; de lössbodems zijn vruchtbaar en geschikt voor akkerbouw.

## Afbeeldingen

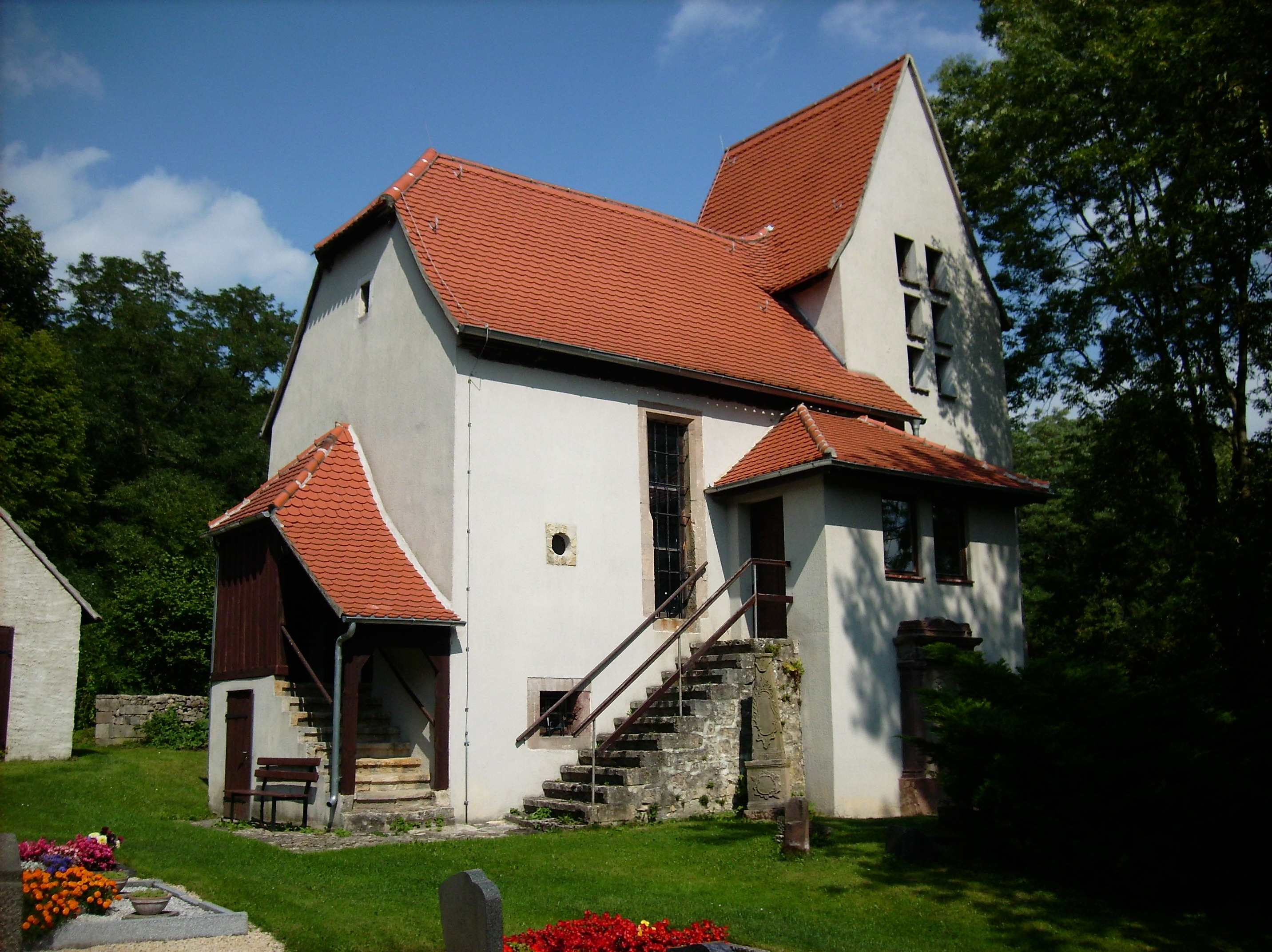
Kerk in Janisroda